# European Spaceflight
European Spaceflight Ltd is de uitgever van de gelijknamige nieuwswebsite European Spaceflight over Europese ruimtevaart, die voornamelijk wordt gerund door oprichter Andrew Parsonson.
European Spaceflight werd eind 2021 opgericht door Andrew Parsonson, die tot kort ervoor journalist was bij SpaceNews.
Naast de website publiceert European Spaceflight ook een wekelijkse nieuwsbrief onder de naam Europe in Space.